# Сакаль Іван Володимирович
Іва́н Володи́мирович Сака́ль (27 червня 1994 — 6 травня 2019) — старший сержант Збройних сил України, учасник російсько-української війни.

## Життєпис
Народився 1994 року в селі Завадівка (Турківський район, Львівська область). 2009 року закінчив завадівську ЗОШ. У 2009—2013 роках — студент Самбірського технікуму економіки та інформатики, розробка програмного забезпечення. Проживав в с. Завадівка. 2015 року заочно закінчив Тернопільський національний економічний університет (нині Західноукраїнський національний університет), напрям — програмна інженерія.
Початком 2014 року пішов на військову службу; захищав Україну у боях. Служив у 56-й комендатурі охорони та обслуговування ВМС (місто Одеса), з 2015 року — у морській піхоті. Командир взводу розвідки 137-го окремого батальйону морської піхоти — з 26 жовтня служив за контрактом. Спочатку командир відділення — командир бойової машини, з березня 2016-го служив у розвідці; у червні того ж року став головним сержантом взводу.
Пройшов кілька курсів підготовки з британськими інструкторами, був залучений до міжнародних навчань Sea Breeze-2016. Захоплювався кросфітом, брав участь у змаганнях «Звитяга ВМС». Проходив третю ротацію.
1 травня 2019 року зник під час бою поблизу села Миколаївка (Волноваський район), поблизу окупованого Докучаєвська, при переслідуванні резервною групою ДРГ терористів старший матрос Денис Козьма — під прикриттям туману намагалися непомітно подолати смугу забезпечення. Терористи для прикриття відступу розпочали обстріл з ВКК та стрілецької зброї. У тому ж бою був важко поранений старший сержант Іван Сакаль, поранень зазнав іще один морпіх.
6 травня 2019-го помер від поранень у Дніпропетровському обласному госпіталі, не виходячи з коматозного стану. Лікарі протягом 5 діб намагалися врятувати його життя.
8 травня 2019 року відбулося прощання з Іваном Сакалем в місті Буськ. Бущани прощалися з героєм навколішках, з квітами, прапорами та щирою молитвою. Того ж дня відбулося прощання у Львові
Похований у селі Завадівка.
Без Івана лишились батьки та молодший брат — також проходив службу за контрактом у зоні боїв.
16 жовтня 2022 року молодший брат Івана Михайло також загнув у боях з російськими окупантами.

## Нагороди та вшанування
- Указом Президента України № 742/2019 від 10 жовтня 2019 року за «особисту мужність і самовіддані дії, виявлені у захисті державного суверенітету та територіальної цілісності України» нагороджений орденом «За мужність» III ступеня (посмертно)[9]